# Karen Pirie: Kalla fall
Karen Pirie: Kalla fall (engelska: Karen Pirie) är en brittisk kriminaldramaserie från 2022 som hade premiär på SVT Play den 30 mars 2023. Första säsongen består av 3 avsnitt. Serien är regisserad av Gareth Bryn och manus är skrivet av Emer Kenny. Första säsongen är baserad på Val McDermids första roman i serien om Karen Pirie, Ett fjärran eko, som utkom 2004.
I Storbritannien hade serien premiär på ITV den 25 september 2022. I februari 2023 meddelades att serien har fått kontrakt på en andra säsong, som hade premiär på samma kanal den 20 juli 2025. Säsong 2 hade premiär på SVT Play den 29 juli 2025.

## Handling
Serien utspelar sig i Skottland, och tar avstamp i St Andrews år 1996 när tre berusade studenter upptäcker en överfallen och död kvinna. Studenterna blir misstänkta för mordet men ingen blir fälld. 25 år senare får fallet åter uppmärksamhet då det tas upp i en podd. Polisdetektiv Karen Pirie får i uppgift att leda den nya utredningen, och det blir snart uppenbart att något hemlighållits i den tidigare utredningen.

## Roller i urval
- Lauren Lyle - Karen Pirie
- Chris Jenks - Jason Murray
- Zach Wyatt - Phil Parhatka
- Jhon Lumsden - Ziggy Jr
- Jack Hesketh - Weird Jr